# Lenguas de Punta Papú
Las lenguas de Punta Papú son un numeroso grupo de lenguas oceánicas occidentales formado por una 60 lenguas que constituirían una rama de dichas lenguas. Estas lenguas se hablan en las provincias Central, Milne Bay y Oro. Todas las lenguas de Punta Papú, excepto el nimoa, el sudest y el kilivila (habladas en islas fuera de masa de tierra de Nueva Guinea), tienen orde básico SOV debido a la influencia de las lenguas papúes vecinas Esto se considera un cambio tipológico inusual.

## Lenguas
De acuerdo con Lynch, Ross, & Crowley (2002), la clasificación interna de la familia es:
- Agrupación nuclear de Punta Papú:
  - Agrupación Suaui : Buhutu, 'Auhelawa, Oya'oya, Unubahe, Saliba, Suau, Bwanabwana, Wagawaga
  - Área continental septentrional- agrupación D'Entrecasteaux
    - Anuki
    - Gumawana
    - Bwaidoga: Bwaidoka, Diodio (West Goodenough), Iamalele, Iduna, Koluwawa, Maiadomu
    - Dobu-Duau: Dobu, Molima, Bunama, Boselewa, Duau, Galeya, Mwatebu, Sewa Bay
    - Kakabai: Dawawa, Kakabai
    - Are-Taupota
      - Are: Are, Arifama-Miniafia, Doga, Gapapaiwa, Ghayavi, Kaninuwa, Ubir
      - Taupota: Gweda, Haigwai, Maiwala, Minaveha, Taupota, Tawala, Wa'ema, Wedau, Yakaikeke
- Agrupación periférica de Punta Papú:
  - Agrupación Kilivila-Misima
    - Familia Kilivila: Budibud, Kilivila, Muyuw
    - idioma misima language

  - Familia Nimoa-Sudest: Nimoa, Sudest
  - Familia de Punta Papú central
    - Oúmico: Magoric (Magori, Yoba, Bina), Ouma
    - Sinagoro-Keapara: Hula-Keapara, Motu, Sinaugoro
    - Punta Papú central occidental
      - Abadi
      - Punta Papú central occidental nuclear: Toura, Kuni, Mekeo, Lala, Waima

El Maisin es difícil de clasificar, pero claramente es una lengua autronesia probablemente relacionada con la agrupación nuclear de Punta Papú.

## Comparación léxica
Los numerales reconstruidos para diferentes ramas de lenguas de Punta Papú son:
| GLOSA | Nuclear               | Nuclear             | Nuclear                | Nuclear             |
| GLOSA | PROTO- SUAUI          | PROTO- BWAIDOGA     | PROTO- DOBU-DUAU       | PROTO- ARE- TAUPOTA |
| ----- | --------------------- | ------------------- | ---------------------- | ------------------- |
| 1     | *ʔese-ga              | *tamoga / *saʔeyana | *ʔaigeda/ *ta-, *ʔese- | *ta(mo)/ *e(se)-    |
| 2     | *labuʔi / *luwa(-ga)  | *luwei              | *(ʔe)luwa              | *ruwa               |
| 3     | *faihona / *tolu(-ga) | *tonu               | *(ʔe)tonu              | *tonu               |
| 4     | *pati                 | *fuli               | *pat-                  | *bata/ *wohepali    |
| 5     | *faligigi / *nima     | *nima-              | *nima                  | *nima               |
| 6     | *5+1                  | *5+1                | *5+1                   | *5+1                |
| 7     | *5+2                  | *5+2                | *5+2                   | *5+2                |
| 8     | *5+3                  | *5+3                | *5+3                   | *5+3                |
| 9     | *5+4                  | *5+4                | *5+4                   | *5+4                |
| 10    | *sa-(na-)fulu         | *5x2                | *5x2 / (*sanau)        | *5x2                |